# Ghislain Cloquet
Ghislain Pierre Cloquet (* 18. April 1924 in Antwerpen, Flandern, Belgien; † 2. November 1981 in Montainville, Département Yvelines, Frankreich) war ein belgischer Kameramann.

## Leben
Ghislain Cloquet besuchte von 1943 bis 1944 die École Louis-Lumière, danach von 1946 bis 1947 die Institut des hautes études cinématographiques in Paris und wurde 1947 Kameraassistent. Bereits zwei Jahre später wurde er Chefkameramann für kurze Dokumentarfilme. 1955 engagierte Alain Resnais Cloquet und Sacha Vierny für die Kameraarbeit bei der Dokumentation Nacht und Nebel. Er erarbeitete sich schnell einen hervorragenden Ruf und visualisierte gekonnt die Themen Angst, Versagen, Isolation und Tod.
Er arbeitete mit namhaften Regisseuren wie Robert Bresson, Jacques Demy oder 1975 mit Woody Allen an dessen Die letzte Nacht des Boris Gruschenko über einen Feigling, der durch Zufall zu einem Kriegshelden wird.
1979 wurde Cloquet von Roman Polański für den Film Tess engagiert, nachdem der ursprüngliche Kameramann, Geoffrey Unsworth, während der Dreharbeiten verstorben war. Für diese Arbeit wurde er mit dem Oscar für die beste Kamera ausgezeichnet und gewann zudem einen British Academy Film Award und den César in der gleichen Kategorie.
Arthur Penns Vier Freunde war 1981 seine letzte Arbeit. Kurz darauf verstarb Cloquet. In seiner Karriere stand er bei über 50 Filmen hinter der Kamera.

## Filmografie (Auswahl)
- 1955: Nacht und Nebel (Nuit et brouillard)
- 1957: Alchimie der Liebe (Un amour de poche)
- 1960: Der Panther wird gehetzt (Classe tous risques)
- 1961: Der tolle Amerikaner (La belle Américaine)
- 1963: Das Irrlicht (Le feu follet)
- 1965: Le poulet
- 1966: Zum Beispiel Balthasar (Au hasard Balthazar)
- 1966: Der Mann, der sich die Haare kurz schneiden ließ (De man die zijn haar kort liet knippen)
- 1967: Die Mädchen von Rochefort (Les Demoiselles de Rochefort)
- 1968: Benjamin – Aus dem Tagebuch einer männlichen Jungfrau (Benjamin ou Les mémoires d’un puceau)
- 1969: Die Sanfte (Une femme douce)
- 1970: Eselshaut (Peau d’âne)
- 1970: Das Haus der Bories (La maison des Bories)
- 1975: Die letzte Nacht des Boris Gruschenko (Love and Death)
- 1979: Tess